# Ivanka Trump
Ivana Marie «Ivanka» Trump (Nueva York, 30 de octubre de 1981) es una empresaria, socialité, modelo y política estadounidense. Es hija de Ivana y del 45.° y 47.° presidente de los Estados Unidos, Donald Trump, y es la vicepresidenta de Real Estate Development and Acquisitions de la The Trump Organization.
Antes de trabajar para su padre, trabajaba para Forest City Enterprises. Trump se unió con Dynamic Diamond Corp. para crear e introducir al mercado una línea de joyas de su marca, en una tienda llamada 'Ivanka Trump' en la avenida Madison de Nueva York.

## Educación
Ivana (llamada «Ivanka» por el hipocorístico checo de su nombre) Marie Trump nació en Manhattan, Nueva York, y es la segunda hija de la modelo checoestadounidense Ivana Marie Zelníčková y Donald Trump, que en 2017 se convirtió en el 45.° presidente de los Estados Unidos. Trump asistió a Choate Rosemary Hall en Wallingford, Connecticut, y al Chapin School en Nueva York. Después de graduarse, estuvo dos años en Georgetown University y luego se trasladó para graduarse en la Wharton School de la University of Pennsylvania –alma mater de su padre- como Economista.

## Modelo
Trump fue portada de varias revistas en 1997, año en que se estrenó como modelo de la agencia Elite.  Desde entonces, ha hecho carrera en las pasarelas de moda, desfilando para Versace, Marc Bouwer y Thierry Mugler. Ha realizado campañas publicitarias para Tommy Hilfiger y Sassoon y figuró en la portada de Stuff, en agosto de 2006 y nuevamente en septiembre de 2007. Apareció en las portadas de Forbes, Golf Magazine, Avenue Magazine, Elle México y en octubre de 2007 de Harper's Bazaar. Ella ocupó el lugar # 83 en el 2007 en la lista Maxim Hot 100. También estuvo en el puesto # 99 en el Top 99 de Mujeres de 2007 y # 84 en la edición 2008 de AskMen.com.

## Apariciones en TV
En 1997 fue la presentadora en el Miss Teen USA, evento en el que su padre es copropietario.
En 2003 apareció en el documental Nacido Rico, en el que se mostraba cómo era el crecer en una de las familias más ricas del mundo.
Durante abril de 2006 apareció en The Tonight Show with Jay Leno, Trump dijo que ella y su exnovio Bingo Gubelmann había roto, sin embargo, siguen siendo buenos amigos. Leno comentó que podía oír la influencia de su padre en sus inflexiones. David Letterman también hizo una observación similar cuando ella apareció en Late Show with David Letterman el 24 de abril de 2007.
Trump fue invitada como juez para Project Runway - 3 Temporada.
Fue también a Milwaukee, Wisconsin, a un evento en abril de 2007 llamado Creating Wealth Summit en donde dio una charla de 30 minutos acerca de cómo hacer dinero y de sus proyectos.
Se le ofreció aparecer en The Bachelorette, pero ella lo rechazó.
Ivanka hizo un cameo junto a su marido Jared Kushner en la serie Gossip Girl, en la cuarta temporada.

### The Apprentice
En 2006, ella reemplazó a Carolyn Kepcher en cinco episodios en el programa de televisión de su padre The Apprentice, primero apareció ayudando al jurado. Al igual que Kepcher, Trump visitó el lugar de las tareas y se refirió a los equipos, realizándole preguntas. También evaluó concursantes en la sala de juntas, señalando los errores y rebatiendo las excusas que ofrecen para perder las tareas. Pese a que inicialmente poco a los concursantes, Trump dijo más tarde,
"Siempre que veo sus errores, y los entiendo. Prácticamente, ellos están 24 horas al día, y cada tarea tarda unos tres días. A menos que ganen, no tienen un día libre... Es una cantidad increíble de trabajo...".
Actualmente, el ganador de la temporada 5 Sean Yazbeck, colabora con Ivanka en su proyecto, Trump Soho Hotel-Condominium.
Trump sustituyó a Carolyn Kepcher como jefa en la sala de reunión durante el The Apprentice en su sexta temporada y la versión de The Celebrity Apprentice.

## Vida personal

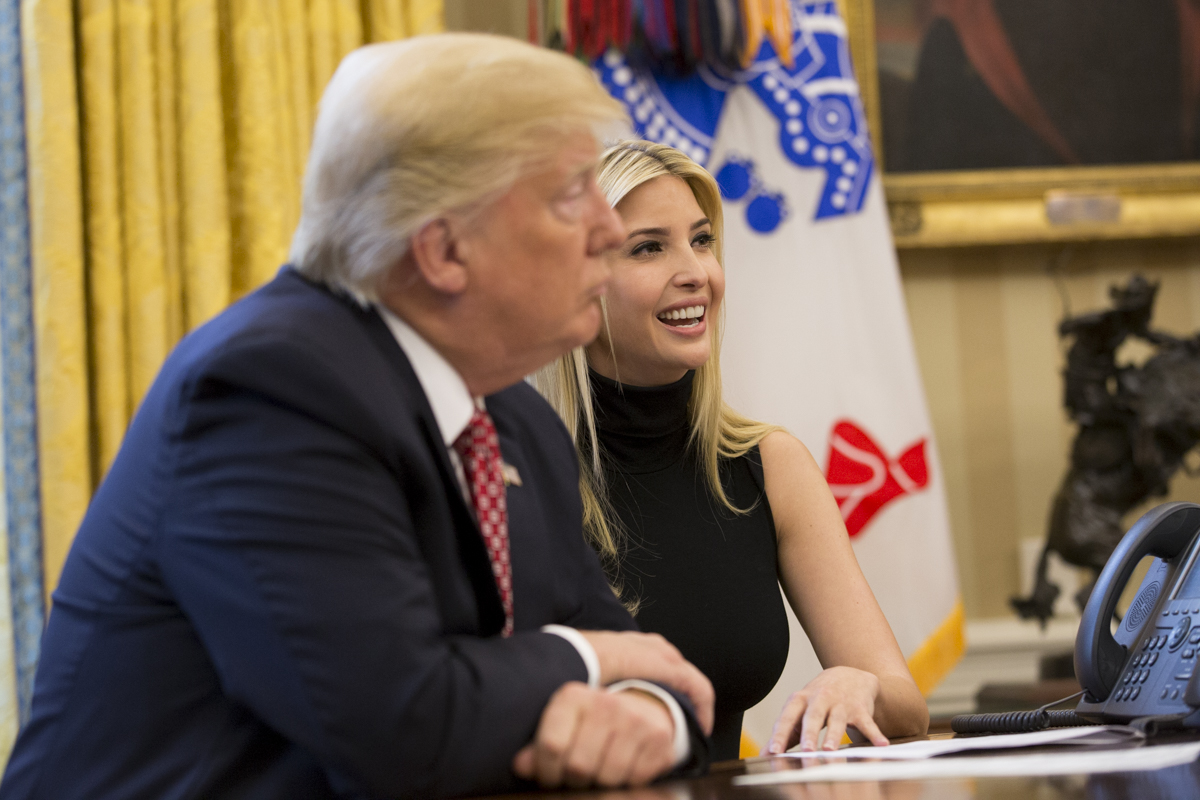
Ivanka Trump y su padre, el presidente Donald Trump, en la Casa Blanca

Trump comenzó una relación en el verano de 2008 con el empresario judío Jared Kushner (dueño de The New York Observer desde muy joven) anunciando su compromiso el 17 de julio de 2009, coincidiendo con la conversión al judaísmo de Ivanka. Ivanka Trump y Jared Kushner contrajeron matrimonio el 25 de octubre de 2009 en el Club de Golf Nacional Trump, propiedad de su padre, el magnate y Presidente de los Estados Unidos Donald Trump. Tienen tres hijos: Arabella Rose (17 de julio de 2011), Joseph Frederick (14 de octubre de 2013) y Theodore James (27 de marzo de 2016).